# Pablo Sarabia
Pablo Sarabia García (Madrid, 11. svibnja 1992.) španjolski je nogometaš koji igra na poziciji desnog krila. Trenutačno igra za katarski klub Al-Arabi.

## Klupska karijera

### Real Madrid
Godine 2004. kao dvanaestogodišnjak prešao je iz nogometne akademije Escuela de Fútbol Madrid Oeste de Boadilla del Montea u nogometnu akademiju Real Madrida.Za Real Madrid Castillu debitirao je 3. siječnja 2010. u utakmici Segunda Divisióna B protiv Alcorcóna. Dva tjedna kasnije postigao je svoj prvi gol za Castillu i to u utakmici u kojoj je Castilla pobijedila Racing Club de Santander B s visokih 5:2. Za prvu momčad debitirao je kao zamjena zamijenivši Cristiana Ronalda u 72. minuti utakmice UEFA Lige prvaka 2010./11. u kojoj je Real Madrid pobijedio Auxerre 4:0.

### Getafe
Dana 3. srpnja 2011. prešao je za 3 milijuna eura u Getafe s kojim je potpisao petogodišnji ugovor. Svoj prvi gol za klub postigao je 15. rujna kada je Barcelona porazila Getafe 1:4.

### Sevilla
Nakon što je Getafe relegiran u Segunda División, Sarabia je 9. lipnja 2016. potpisao četverogodišnji ugovor sa Sevillom. Za novi klub debitirao je 14. kolovoza u prvom susretu  Supercopa de Españe u kojem je Sevilla izgubila 0:2 od Barcelone.

### Paris Saint-Germain
Dana 2. srpnja 2019. Sarabia je potpisao petogodišnji ugovor s Paris Saint-Germainom. U ligaškoj pobjedi od 4:0 protiv Angersa 5. listopada 2019. godine, Sarabia je doveo PSG u vodstvo zabivši prvi gol za svoj novi klub, a potom asistiravši dva pogotka.  Dana 31. srpnja 2020. zabio je odlučujući penal u finalu Coupe de la Liguea protiv Lyona (0:0 prije izvođenja penala).

### Sporting CP (posudba)
Dana 1. rujna 2021. posuđen je portugalskom Sportingu. Za novi klub debitirao je deset dana kasnije u ligaškoj utakmici protiv Porta koja je završila 1:1. Svoj prvi pogodak za Sporting postigao je 28. studenog u ligaškoj pobjedi protiv Tondele 2:0.

### Wolverhampton Wanderers
Dana 17. siječnja 2023. Sarabia je potpisao ugovor s Wolverhamptonom na dvije i pol godine za navodni iznos od 5 milijuna eura. Za novi klub debitirao je pet dana kasnije u utakmici Premier lige protiv Manchester Cityja koji je pobijedio s 3:0. Klupski prvijenac postigao je 24. veljače u ligaškom susretu protiv Fulhama koji je završio 1:1. Dana 11. studenog 2023. Sarabia je ušao u 87. minuti ligaške utakmice protiv Tottenham Hotspura te je postigao gol i asistenciju za konačnih 2:1 čime je oborio rekord lige za igrača koji je najkasnije ušao u igru te postigao gol i asistenciju. Napustio je Wolverhampton Wanderers 30. lipnja 2025. nakon što je odigrao 77 utakmica za klub.

### Al-Arabi
Sarabia  je 18. lipnja 2025. potpisao dvogodišnji ugovor s katarskim klubom Al-Arabi.

## Reprezentativna karijera
Tijekom svoje omladinske karijere igrao je za sve selekcije Španjolske od 16 do 21 godine, osim one do 20 godina. Sa selekcijom do 17 godina osvojio je broncu na Svjetskom prvenstvu 2009., sa selekcijom do 19 godina zlato na Europskom prvenstvu  te ponovno zlato na Europskom prvenstvu sa selekcijom do 21 godine. Za A selekciju Španjolske debitirao je 5. rujna 2019. u utakmici u kojoj je Španjolska pobijedila Rumunjsku 1:2. Svoj prvi gol za reprezentaciju postigao je 15. rujna u utakmici protiv Malte koja je poražena 7:0. Svoj prvi gol na odgođenom Europskom prvenstvu 2020. postigao je u zadnjoj utakmici grupne faze protiv Slovačke koja je poražena 5:0. Zabio je prvi španjolski gol u utakmici osmine finala protiv Hrvatske koju je Španjolska dobila 5:3 u produžetcima. Na Svjetskom prvenstvu 2022. odigrao je samu jednu utakmicu i to utakmicu osmine finale protiv Maroka koja je u regularnom dijelu završila 0:0. Maroko je pobijedio Španjolsku 3:0 na penale, a Sarabia je promašio penal.

## Priznanja

### Individualna
- Momčad sezone La Lige: 2018./19.[33]

### Klupska
Sevilla
- Copa del Rey: 2017./18. (finalist)][34]
- Supercopa de España: 2016., (finalist) 2018. (finalist)
- UEFA Superkup: 2016. (finalist)

Paris Saint-Germain
- Ligue 1: 2019./20.,[35] 2021./22.[36]
- Coupe de France: 2019./20.,[37] 2020./21.[38]
- Coupe de la Ligue: 2019./20.[13]
- Trophée des Champions: 2019.,[39] 2020.,[40] 2022.[41]
- UEFA Liga prvaka: 2019./20. (finalist)

### Reprezentativna
Španjolska do 17 godina
- Svjetsko prvenstvo do 17 godina: 2009. (bronca)[25]

Španjolska do 19 godina
- Europsko prvenstvo do 19 godina: 2011.[26]

Španjolska do 21 godine
- Europsko prvenstvo do 21 godine: 2013.[27]

Španjolska
- Finalist UEFA Lige nacija: 2020./21.[42]

## Vanjske poveznice
- Profil, BDFutbol (engl.)
- Pablo Sarabia, National-Football-Teams.com‎ (engl.)